# Arquidiócesis de Bucaramanga
La arquidiócesis de Bucaramanga (en latín: Archidioecesis Bucaramanguensis) es una circunscripción eclesiástica de la Iglesia católica en Colombia. Se trata de una arquidiócesis latina, sede metropolitana de la provincia eclesiástica de Bucaramanga. Desde el 13 de febrero de 2009 su arzobispo es Ismael Rueda Sierra.

## Territorio y organización

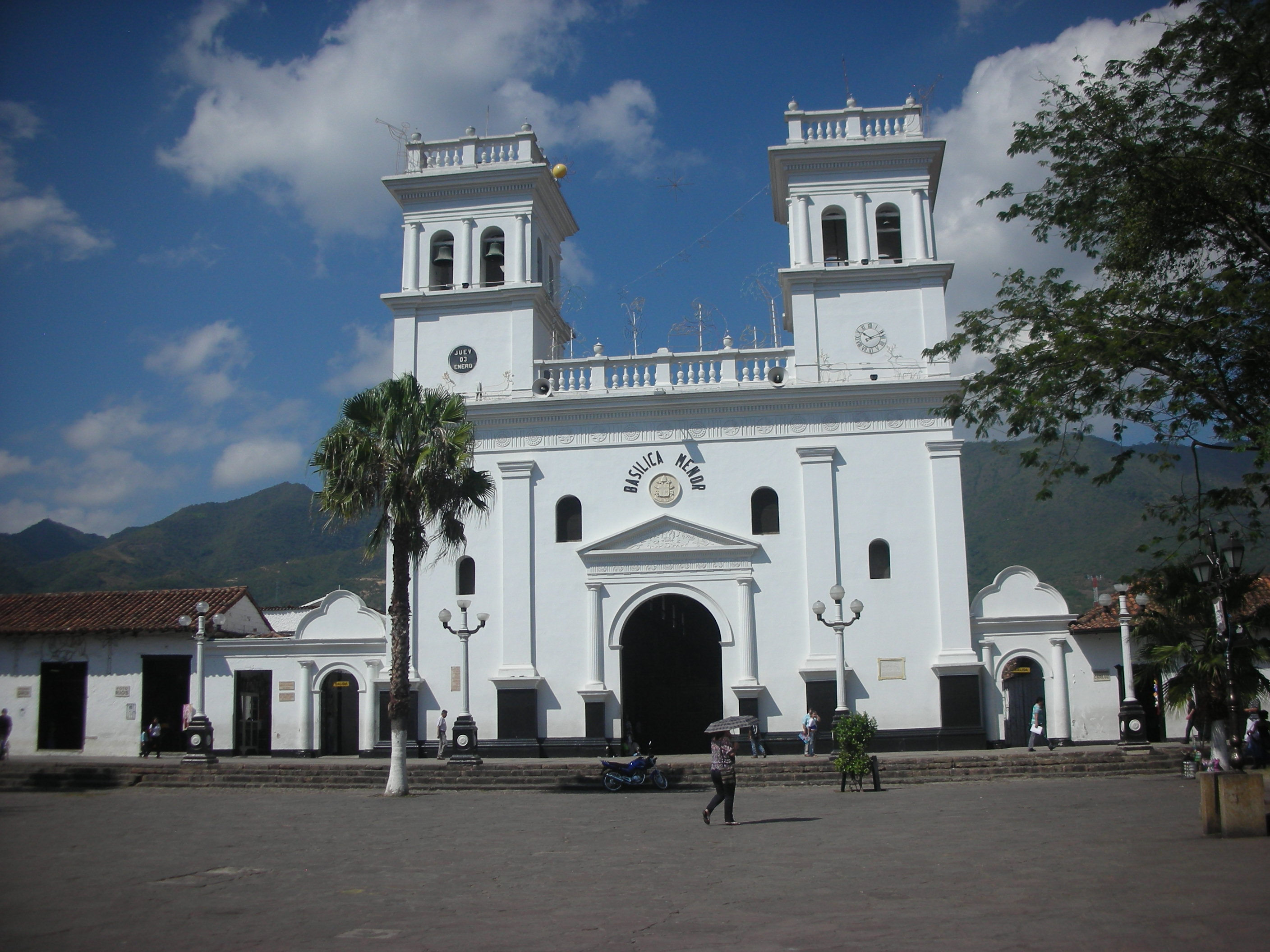
Basílica del Señor de los Milagros, en San Juan de Girón

La arquidiócesis tiene 5397 km² y extiende su jurisdicción sobre los fieles católicos de rito latino residentes en 15 municipios del  departamento Santander: Rionegro, El Playón, Suratá, Matanza, California, Vetas, Charta, Lebrija, Bucaramanga, Tona, Floridablanca, Girón, Piedecuesta, Santa Bárbara y Los Santos.
La sede de la arquidiócesis se encuentra en la ciudad de Bucaramanga, en donde se halla la Catedral de la Sagrada Familia. En San Juan de Girón se halla la Basílica del Señor de los Milagros.
La arquidiócesis tiene como sufragáneas a las diócesis de: Barrancabermeja, Málaga-Soatá, Socorro y San Gil y Vélez.
En 2022 en la arquidiócesis existían 110 parroquias agrupadas en 3 vicariatos y 17 arciprestazgos.

## Historia
La diócesis de Bucaramanga fue erigida el 17 de diciembre de 1952 mediante la bula Cum sit latior del papa Pío XII, derivando el territorio de la entonces diócesis de Nueva Pamplona. Originalmente fue sufragánea de la arquidiócesis de Bogotá.
El 7 de noviembre de 1953, mediante la carta apostólica Centesimo fere, el papa Pío XII proclamó a la Santísima Virgen María Inmaculada patrona principal de la diócesis.
El 29 de mayo de 1956 pasó a formar parte de la provincia eclesiástica de la arquidiócesis de Nueva Pamplona.
El 14 de diciembre de 1974 fue elevada al rango de arquidiócesis metropolitana con la bula Qui Divino Consilio del papa Pablo VI.
En julio de 1986 la arquidiócesis recibió la visita pastoral del papa Juan Pablo II.
El 7 de julio de 1987 cedió una porción de su territorio para la erección de la diócesis de Málaga-Soatá mediante la bula Quo efficacius providetur del papa Juan Pablo II.

## Estadísticas
Según el Anuario Pontificio 2023 la arquidiócesis tenía a fines de 2022 un total de 1 265 529 fieles bautizados.
| Año                                                                             | Población            | Población | Población      | Sacerdotes | Sacerdotes    | Sacerdotes    | Bautizados por sacerdote | Diáconos permanentes | Religiosos | Religiosos | Parroquias |
| Año                                                                             | Bautizados católicos | Total     | % de católicos | Total      | Clero secular | Clero regular | Bautizados por sacerdote | Diáconos permanentes | Varones    | Mujeres    | Parroquias |
| ------------------------------------------------------------------------------- | -------------------- | --------- | -------------- | ---------- | ------------- | ------------- | ------------------------ | -------------------- | ---------- | ---------- | ---------- |
| 1958                                                                            | 358 177              | 363 820   | 98.4           | 109        | 66            | 43            | 3286                     |                      | 61         | 358        | 41         |
| 1966                                                                            | 565 287              | 569 297   | 99.3           | 167        | 87            | 80            | 3384                     |                      | 93         | 448        | 51         |
| 1970                                                                            | 579 998              | 593 998   | 97.6           | 142        | 84            | 58            | 4084                     |                      | 101        | 1031       | 58         |
| 1976                                                                            | 601 605              | 619 198   | 97.2           | 125        | 84            | 41            | 4812                     |                      | 61         | 340        | 67         |
| 1980                                                                            | 675 682              | 695 815   | 97.1           | 133        | 85            | 48            | 5080                     |                      | 72         | 398        | 69         |
| 1990                                                                            | 832 684              | 858 586   | 97.0           | 157        | 89            | 68            | 5303                     | 3                    | 101        | 563        | 69         |
| 1999                                                                            | 1 045 884            | 1 070 133 | 97.7           | 205        | 137           | 68            | 5101                     | 10                   | 106        | 612        | 90         |
| 2000                                                                            | 1 072 035            | 1 096 896 | 97.7           | 214        | 146           | 68            | 5009                     | 10                   | 142        | 552        | 90         |
| 2001                                                                            | 1 104 214            | 1 130 517 | 97.7           | 216        | 148           | 68            | 5112                     | 10                   | 138        | 625        | 92         |
| 2002                                                                            | 1 126 749            | 1 153 589 | 97.7           | 212        | 147           | 65            | 5314                     | 14                   | 115        | 632        | 94         |
| 2003                                                                            | 1 149 284            | 1 176 660 | 97.7           | 215        | 150           | 65            | 5345                     | 20                   | 122        | 636        | 94         |
| 2004                                                                            | 1 168 525            | 1 192 350 | 98.0           | 213        | 143           | 70            | 5486                     | 24                   | 125        | 581        | 96         |
| 2012                                                                            | 1 343 760            | 1 376 252 | 97.6           | 244        | 183           | 61            | 5507                     | 56                   | 105        | 574        | 105        |
| 2015                                                                            | 1 412 063            | 1 446 206 | 97.6           | 236        | 179           | 57            | 5983                     | 60                   | 80         | 553        | 105        |
| 2018                                                                            | 1 440 000            | 1 498 200 | 96.1           | 274        | 184           | 90            | 5255                     | 70                   | 114        | 593        | 109        |
| 2020                                                                            | 1 240 000            | 1 290 431 | 96.1           | 284        | 189           | 95            | 4366                     | 62                   | 111        | 571        | 110        |
| 2022                                                                            | 1 265 529            | 1 316 368 | 96.1           | 276        | 180           | 96            | 4585                     | 59                   | 116        | 555        | 110        |
| Fuente: Catholic-Hierarchy, que a su vez toma los datos del Anuario Pontificio. |                      |           |                |            |               |               |                          |                      |            |            |            |

## Episcopologio
- Aníbal Muñoz Duque † (18 de diciembre de 1952-3 de agosto de 1959 nombrado arzobispo de la Nueva Pamplona)
- Héctor Rueda Hernández † (6 de mayo de 1960-7 de noviembre de 1991 nombrado arzobispo de la Medellín)
- cardenal Darío Castrillón Hoyos † (16 de diciembre de 1992-15 de junio de 1996 nombrado proprefecto de la Congregación para el Clero)
  - Sede vacante (1996-1998)
- Víctor Manuel López Forero † (27 de junio de 1998-13 de febrero de 2009 retirado)
- Ismael Rueda Sierra, desde el 13 de febrero de 2009